# Shilpa Shetty
Shilpa Shetty (Bombaim, 8 de junho de 1975) é uma atriz de cinema, produtora e ex-modelo indiana, vencedora do reality show Celebrity Big Brother 2007, versão britânica do Big Brother. Conhecida principalmente por seu trabalho em filmes de Bollywood, ela também apareceu em produções cinematográficas de Tollywood (cinema telugo), Kollywood (cinema tâmil) e Sandalwood (cinema canará). Uma das celebridades mais populares da Índia, Shilpa Shetty é vencedora de inúmeros prêmios, incluindo quatro indicações ao Filmfare Awards.

## Prêmios

### Vencedora
- 1998: Zee Gold Bollywood Awards, Best Supporting Actress for Pardesi Babu
- 2004: Special Awards for Phir Milenge
- 2004: Giant International Awards for Phir Milenge
- 2004: Indo-Pak's Young Achiever Awards
- 2005: AAHOA Award for Phir Milenge
- 2007: Celebrity Big Brother

### Indicações
- 1993: Filmfare Best Debut Award for Baazigar
- 1998: Zee Gold Bollywood Award, Best Supporting Actress for Pardesi Babu
- 2000: IIFA Best Actress Award for Dhadkan
- 2002: Filmfare Best Supporting Actress Award for Rishtey
- 2002: Star Screen Award Best Comedian for Rishtey
- 2002: Sansui Viewers Choice Movie Awards, Best Comedian for Rishtey
- 2004: Sansui Viewers Choice Movie Awards, Best Actress for Phir Milenge
- 2004: Star Screen Award Best Actress for Phir Milenge
- 2004: Sports World Film Awards, Best Actress for Phir Milenge
- 2004: Filmfare Best Actress Award for Phir Milenge
- 2004: Zee Cine Award Best Actor- Female for Phir Milenge
- 2004: IIFA Best Actress Award for Phir Milenge
- 2004: Bollywood Awards, Best Actress for Phir Milenge